# Finlandssvenskar
|  | Officiellt enspråkigt finska kommuner (tvåspråkigt samiska kommuner syns inte) |

|  | Tvåspråkiga kommuner med finska som majoritetsspråk |

|  | Tvåspråkiga kommuner med svenska som majoritetsspråk |

|  | Enspråkigt svenska Åland samt de fastlandsfinska kommuner som var enspråkigt svenska till och med 2014 eller 2015. |

Över 17 000 finlandssvenskar bor i officiellt enspråkigt finska kommuner, och är därför inte representerade på kartan.

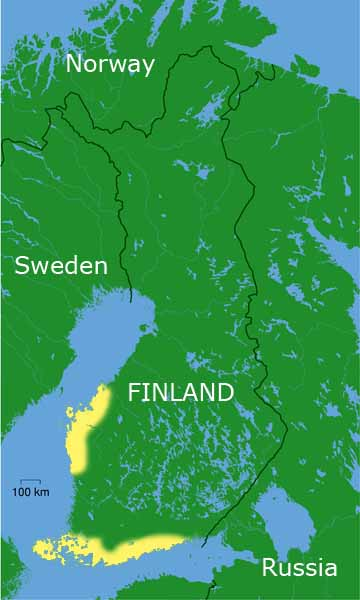
Områden markerade med gult är där den övervägande majoriteten av finlandssvenskar bor.

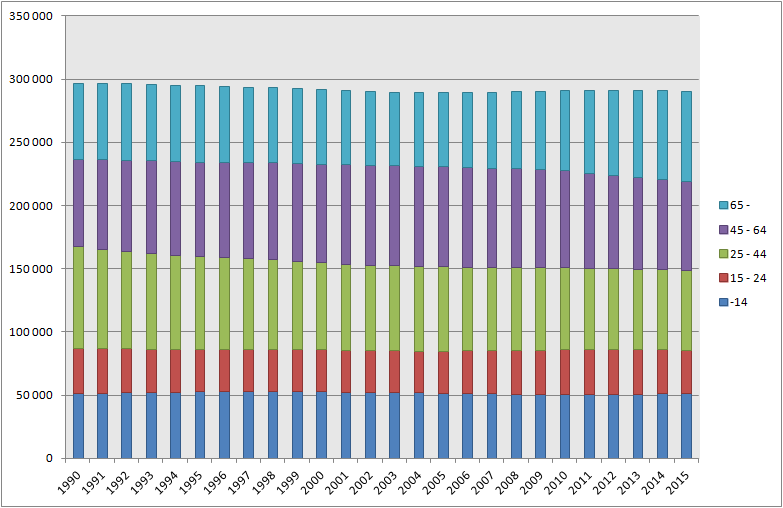
Den finlandssvenska befolkningen uppdelad per åldersgrupp, 1990–2015.
Från år 2005 ökade antalet i gruppen 65+ kraftigt medan antalet svensktalande 24 år och yngre höll sig relativt konstant kring 85 000 individer under hela perioden. Under hela perioden minskade också gruppen 25–44 år i storlek.
Källa: Statistikcentralen

Finlandssvenskar (finska: suomenruotsalaiset) är finländare med svenska som modersmål, som i Finland ofta benämns svenskspråkiga. 2023 fanns omkring 286 000 finlandssvenskar i Finland, eller omkring 5,1 % av Finlands befolkning.
Benämningen finnar omfattar i sin tur finskspråkiga medborgare i Finland. Finländare är ett samlande namn (hyperonym) för medborgare i och personer från Finland, oavsett vilken språkgrupp och/eller etnisk grupp. Till denna grupp räknas således förutom finlandssvenskar och finnar även bl.a. samer, romer och invandrare.

## Översikt
Svenska är ett av Finlands två nationalspråk och är officiellt jämställd med finskan. Finlandssvenskarna är en nationell minoritet i Finland och är företrädesvis bosatta längs kusten i Österbotten, längs Finlands södra kust samt i så kallade svenska språköar i vissa finskspråkiga städer. De svenskspråkiga utgör en minoritet om drygt 5 % av Finlands befolkning (inklusive Ålands befolkning).

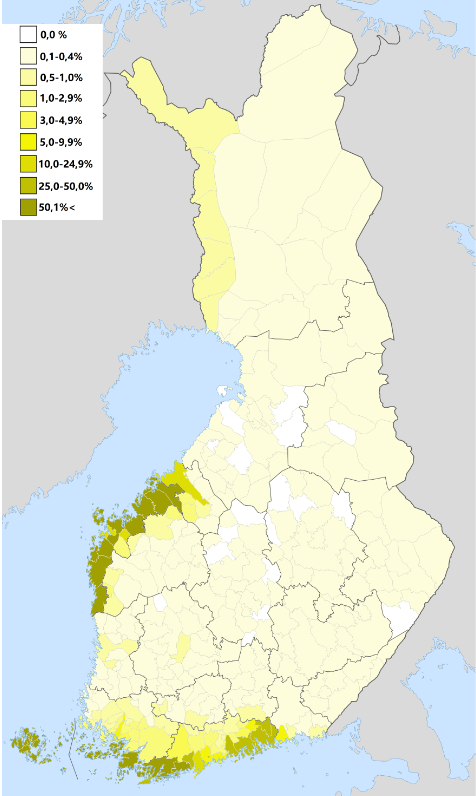
Svenskspråkiga i Finlands kommuner. Merparten av finlandssvenskarna bor längs Finlands kust, men svenskspråkiga "språköar" finns också i Tammerfors, Björneborg, Uleåborg och Kotka. Tammerfors är Finlands största språkö med över 1 200 svenskspråkiga invånare.

Andelen finlandssvenskar i Finland har minskat stadigt under efterkrigstiden. Den variant av svenska som talas öster om Åland har åtminstone sedan början av 1900-talet benämnts finlandssvenska. Det språk alla finlandssvenskar kommunicerar med varandra och med rikssvenskar på, och som även utgör skriftspråket, är det finlandssvenska riksspråket, standardfinlandssvenska. Vid sidan av standardfinlandssvenskan finns en stor mängd svenska dialekter på landsbygden (som är mer bevarad än i Sverige) i kustlandet och skärgården i Österbotten, i sydvästra Finland och i Nyland. Dessa dialekter tillhör gruppen östsvenska mål. Det är när en finlandssvensk uppfattar sig själv som etnisk svensk, eller upplever en sådan arkaisk och svårförståelig dialekt som sitt verkliga modersmål – ett språk som gynnat byasammanhållning, identitet och som fört gamla traditioner vidare – som definitionen av "finlandssvensk" blir något djupare än blott en finländare som talar svenska, på samma sätt som när en finländsk same ser sig själv som etnisk same.
Det finns divergerande uppgifter om hur många finlandssvenskar som har emigrerat från Finland till Sverige. En källa uppger att cirka 400 000 finländare emigrerat till Sverige under 1945 till 1976 och att cirka 200 000 av dessa stannade och bosatte sig i Sverige permanent. Av migrationsströmmen beräknades en tredjedel vara finlandssvenskar. Docent Eric De Geer (Uppsala universitet) gjorde, i sin tur, år 2004 en grundligt genomförd statistisk studie över de finsktalande i Sverige. Han uppskattade då att omkring 20 procent (cirka=60 000 personer) av invandrarna från Finland härstammade från den svenskspråkiga språkgruppen i Finland, det vill säga finlandssvenskarna. Även i Sverige betraktar de sig som finlandssvenskar (eller närmare bestämt: sverigefinlandssvenskar) och har i Bergslagens gruv- och stålverkskommuner, och i övriga orter i Sverige där de bosatt sig i större utsträckning, etablerat finlandssvenska föreningar på samma sätt som de finskspråkiga har sina finska föreningar. Vidare har antalet finlandssvenskar som emigrerat till USA och Kanada varit stort; för perioden 1871–1929 har det uppskattats till omkring 73 000 individer.
De två begreppen (minoriteten och språket) infördes i det allmänna medvetandet 1912 av språkvetare Rolf Pipping. I det allmänna språkbruket vid tidpunkten för myntandet av begreppet var det vanligt att man till exempel sade amerikasvenskar i stället för svenskamerikaner om dem som emigrerat från Sverige till USA.
År 2016 fanns det ungefär 290 000 personer i Finland som talade svenska som modersmål, varav 26 000 på Åland och 264 000 i övriga Finland. Sammanlagt hade ungefär 5,3 % av hela befolkningen svenska som modersmål, eller 4,8 % om man bortser från Åland. Andelen finländare som bor i enspråkigt svenska kommuner är cirka 0,8 %. Nuförtiden befinner de enda enspråkigt svenska kommunerna på Åland. Andelen finländare som talar eller förstår svenska mer eller mindre bra är dock betydligt större, eftersom båda språken är officiella språk och obligatoriska ämnen i skolan ("det andra inhemska språket") och svenskan alltid har varit en grundläggande del av Finlands kulturliv. Likaså förstår de flesta finlandssvenskar finska och många finländare är funktionellt helt tvåspråkiga. Den svenska befolkningen i Finland har, liksom i Estland, funnits där sedan åtminstone medeltiden, men har även förstärkts av nybyggare från nuvarande Sverige.

## Definitioner
Ur folkrättsligt perspektiv utgör finlandssvenskarna en minoritet, men enligt den finländska lagstiftningen är båda nationalspråken jämställda (de jure). I verkligheten finns det stora brister i den språkliga jämställdheten och i den praktiska tillämpningen av språklagstiftningen.
Finlandssvenskarna uppfyller kriterierna för en etnisk grupp, men vanligen diskuteras identiteten inte i de termerna De flesta finlandssvenskar anser att de är finländare bland andra, samtidigt som de har en egen finlandssvensk identitet. Vissa uppfattar inte enbart finlandssvenskarna som en etnisk minoritet utan som en nationalitet.
Identitet debatteras flitigt bland forskare och allmänhet; vad identiteten innehåller och vilka den omfattar är en omdiskuterad fråga. Ett prov på att ordet finlandssvensk har en konnotation av etnicitet är att det helst används för personer födda och uppvuxna i Finland, med finlandssvenska föräldrar, men sällan för svenskspråkiga som själva flyttat till Finland (från Sverige). 
Ålänningar ser sig själva främst som ålänningar, och finlandssvenskar bara i så måtto att de är finländare (Åland är enligt lag enspråkigt svenskt, i motsats till resten av landet). Den åländska dialekten, åländska, ligger närmast uppländska av de östsvenska målen.

## Finlandssvenskarnas ursprung
Det verkar sannolikt att stora delar av befolkningen i nutida Finland talat finsk-ugriska språk sedan sten- eller bronsåldern, eller senast sedan tidiga järnåldern – samt också att befolkningen överhuvudtaget då var liten och gles. Arkeologin avslöjar att det redan under bronsåldern funnits handelskontakter, kulturutbyte och sannolikt även utbyte mellan dessa finnugrier och skandinaver, från nutida Sverige. Frågan om när och hur svenskar och det svenska språket kom till nutida Finland är svår, eftersom arkeologiska rön inte meddelar något om språket (utöver att föremål vittnar om handel och kulturutbyte). Många antar emellertid att det har funnits s.k. svear i Finlands kusttrakter före år 1000.[källa behövs]
Under 1100-talet började trakten kring Åbo (det så kallade Egentliga Finland) integreras i sveakungens maktsfär – på samma villkor som övriga landskap som sedan blev Sverige. Många svenskar flyttade från främst östra Svealand till de västra och sydvästra delarna av den del av Sverige som kallades Österland (södra Finland) under 1200-talet. Åland bör ha varit en svenskspråkig region tidigare, senast under järnåldern, även om själva termen finlandssvensk började användas först i början av 1900-talet.

### Debatt om ursprunget
Före 1900-talet hade man inte behov av att betona ordet "Finland" i sammanhang med svenskarna i Finland. Snart efter det andra världskriget och de sista språkstriderna som tog slut på 1930-talet, började samhällsklimatet starkt inbegripa en fosterländsk idé om ett folk med två språk. Denna idé som började redan under andra hälften av 1800-talet innehöll en romantisk uppfattning av staten med betoning på dess nationalkaraktär.
Den finlandssvenska språkvetaren Leif Höckerstedt anser att denna syn var i strid med historien, den tidigare uppfattningen och med folkets vardagserfarenheter.
Enligt Leif Höckerstedt har uppfattningen om finlandssvensken som en finne som andra blivit allt vanligare och ses som ideologiskt önskvärd bland finlandssvenskarna i de förfinskade områdena i huvudstadsregionen. Han själv ser finlandssvenskarna som inget annat än en svensk populations expansion till Finland och påpekar att finnar och finlandssvenskar delar en viktig politisk gemenskap men detta innebär inte en gemensam etnisk grupptillhörighet. Forskaren Charlotta Hedberg har presenterat likadana åsikter.
I dagens läge (2000-talet) är finlandssvenskarnas förhållande till Sverige någonting som en del finlandssvenskar tar avstånd från eller väljer att inte betona. Majoritetens värderingar påverkar den svensktalande minoriteten i Finland i ännu högre grad numera. Av historiska skäl anses en tanke om en distinkt svensk folkgrupp bland finnar lätt chauvinistisk och ofosterländsk.
Kyrkböckerna och modern populationsgenetik stöder faktiskt uppfattningen om en starkt endogam etnisk svensk invandrargrupp i Finland, i alla fall under århundradena efter den inledande kolonisationen, men finlandssvenskhet ses i dag allt mera begränsat till språk, inte till härstamning.

## In- och utvandrare

### Svenskspråkiga invandrare
Det finns en relativt liten grupp av svenskspråkiga invandrare i Finland. Många av dem kommer från Sverige, eller har bott där (ca 8 500 svenska medborgare bor i Finland), medan andra har valt att anamma svenska språket eftersom det är ett huvudspråk i den ort de bor i, eller för att deras partner är svensktalande. Ungefär en fjärdedel av invandrarna i huvudstadsregionen skulle välja att integrera sig på svenska om de hade haft möjlighet.
Enligt en rapport från Finlands svenska tankesmedja Magma finns det en utbredd uppfattning bland invandrare om att de lättare kan integreras i den finlandssvenska gemenskapen än i det finskspråkiga majoritetssamhället. Vissa invandrare frågar sig emellertid om de någonsin kommer att bli fullt ut accepterade som finlandssvenskar. Svenskspråkiga invandrare har även sin egen förening, Ifisk. De flesta, för att inte säga alla, invandrare vill kunna tala flytande finska eftersom det är det dominerande språket i landet.

### Utlandsfinlandssvenskar
Finlandssvenskar har migrerat till många delar av världen. Sverige har av flera orsaker traditionellt varit den främsta destinationen för finlandssvenska utvandrare och cirka 65 000 finlandssvenskar bor i Sverige, enligt Finlandssvenskarnas riksförbund i Sverige.
De senaste decennierna har 700–800 finlandssvenskar årligen emigrerat till Sverige. År 2014 såg dock en kraftig ökning då siffran var hela 933 personer. Enligt Migrationsinstitutets forskare Krister Björklund gick 63 procent av all finlandssvensk emigration till Sverige 2014.

## Finlands tvåspråkighet
Finland (utom Åland) har två officiella språk, finska och svenska. Svenska språket är alltså, enligt grundlagen, helt likställt med finska språket. Endast undantagsvis görs i lag skillnad mellan de två språken (sådana undantag gäller till exempel skriftväxling mellan statliga myndigheter). Finlandssvenskarna ska kunna få service på sitt modersmål vid besök hos statliga myndigheter i hela landet, även om detta i praktiken kan vara svårt i enspråkigt finska trakter. Beroende på de lokala språkförhållandena kan det även på officiellt tvåspråkiga orter ibland ta längre tid att få ärenden uträttade på svenska.
Enligt finsk lag förlorar en kommun sin status som tvåspråkig om den språkliga minoriteten sjunker under 6 procent av invånarantalet eller under 3 000 personer, och kommunfullmäktige inte anhåller om att få behålla språkstatusen. En enspråkig kommun omklassas till tvåspråkig om minoriteten stiger till över 8 procent av invånarna eller minst 3 000 personer.
Åland är 2017 enda landskapet med enspråkigt svenska kommuner, totalt 16 stycken och 2015 bodde 9 procent av finlandssvenskarna där. 39 procent bodde i tvåspråkiga kommuner med svensk majoritet, 49 procent i tvåspråkiga kommuner med finsk majoritet och 3 procent i enspråkigt finska kommuner.
I officiellt tvåspråkiga kommuner får båda språkgrupperna vända sig till kommunal myndighet på sitt eget språk och kommunen är skyldig att göra kungörelser på både finska och svenska. Enligt språklagen skall alla gatuskyltar i tvåspråkiga kommuner vara avfattade på landets båda språk. Däremot har affärslivet ingen lagstadgad skyldighet att ge service på båda språken.
Finlands tvåspråkighet märks bland annat på att skolväsendet och en betydande del av föreningslivet är uppdelat på språklig grund. Ytterligare exempel på att svenskan är ett av Finlands två nationalspråk är att det utkommer ett flertal svenskspråkiga dagstidningar, att det finns svenskspråkiga universitet (Åbo Akademi och Svenska handelshögskolan), att det finns svenskspråkiga teatrar (Svenska Teatern, Åbo Svenska Teater, Wasa Teater), att det finns finlandssvenska förlag som ger ut svenskspråkiga böcker, att Rundradion har två svenskspråkiga radiokanaler och en svenskspråkig digital tv-kanal (från och med 2017 tvåspråkig), samt att det finns ett svenskspråkigt truppförband, Nylands Brigad, för de svenskspråkiga värnpliktiga. Svenska Folkpartiet (inte att förväxla med Folkpartiet i Sverige) är ett parti som stöds av en majoritet (cirka tre fjärdedelar) av finlandssvenskarna och som ofta ingått i Finlands regering på grund av sin kompromissvilja i många frågor utom språkfrågor.
Med undantag för ålänningar (finskan är ett frivilligt ämne i grundskolan på Åland) läser alla barn i Finland både finska och svenska i skolan. De finsktalande barnen börjar i allmänhet läsa svenska i sjunde klass (sex elever av sju år 1999), medan de svensktalande barnen som regel börjar med finskan redan i tredje klass (av eleverna i svenskspråkiga gymnasier skrev 80 procent finska enligt denna lärokurs). Att verkligen kunna kommunicera på båda språken förekommer dock i princip aldrig utanför tvåspråkiga regioner. Av elever i grundskolan år 1999 hade en tredjedel tvåspråkig bakgrund, medan ytterligare en femtedel hade annan bodde i huvudstadsregionens städer, Åbo och andra större städer vid kusten, medan de enspråkiga främst bodde på landsbygden i Österbotten, Nyland, Åbolands skärgård och Åland. På enspråkiga orter har man ofta utnyttjat möjligheten att i kommunala läroplaner öka lektionerna i finska. Också inom de enskilda undervisningsgrupperna är variationen i utgångskunskaper mycket stor. Sedan 1987 har man kunnat erbjuda finskundervisning också enligt en skild "modersmålsinriktad" lärokurs.
De flesta finlandssvenskar talar idag en hygglig finska, men i kommuner med stor svenskspråkig majoritet är det inte alls självklart att alla i lokalbefolkningen kan tala finska, och i kommuner som fram till helt nyligen hade status som enspråkigt svenska kommuner (Närpes, Korsnäs, Larsmo samt hela Åland) kan det till och med vara svårt att göra sig förstådd på finska som turist. De bristfälliga finskkunskaperna gäller särskilt för sådana medlemmar av den äldre generationen som endast har gått i folkskola, eftersom det andra inhemska språket inte var obligatoriskt för alla innan grundskolan infördes. En majoritet av landets finskspråkiga befolkning har i praktiken begränsade kunskaper i svenska, eftersom också de som läst svenska i skolan sällan får anledning att använda sin skolsvenska. Det är mycket vanligt att förmågan att förstå svenska är avsevärt bättre än förmågan att tala språket.

## Historia

### Ursprung
Finlands svenska befolkning har sina rötter mycket långt tillbaka i tiden. Hur långt tillbaka har länge varit en omdebatterad fråga.[källa behövs]
Yrjö Sakari Yrjö-Koskinen ansåg i sin studie om Finlands bosättningshistoria 1857 att Österbotten och nordvästra Satakunda hade fått sin svenska befolkning omkring 1300. Johan Reinhold Aspelin anslöt sig senare till Koskinens åsikt i en skrift 1886, där han hävdade att Finland haft en urgermansk, närmast gotisk befolkning, som dukat under när finnarna anlände till landet österifrån på 500-talet. Axel Olof Freudenthal skrev 1882 en pamflett med titeln Om svenskarnas inflyttningar till Finland. Han hävdade att all svensk bosättning i Finland inte var lika gammal. Ålands befolkning var urgammal, liksom Nylands svenska befolkning, som härstammade från Gotland. I Åbolands skärgård var svenska befolkningen yngre och hade anlänt från Norrland samtidigt med kristendomen. Freudenthal kom att bli ledare för uppfattningen att svenskheten hade uråldriga rötter i Finland.
Oscar Montelius väckte 1897 upprörda stämningar och väckte en livlig debatt, när han avslutade ett föredrag i Helsingfors med orden: Och vis svenskar äro glada öfver att vid bosättningen i landet hafva fört kulturen med oss bland finnarna. Montelius hade uppfattningen att den svenska befolkningen i Finland hade forntida anor – han antog att svenskarna inlett sin kolonisation av Finland omkring 700 e.Kr.
Hjalmar Appelgren-Kivalo gick i svarsmål mot Montelius, och menade med hänvisning till såväl ortnamnsforskning som arkeologi att en första urgermansk befolkning skulle ha trängts undan av finnarna och den svenska befolkningen anlänt först under tidig medeltid. E.N. Setälä, som angrep problemet från språkvetenskapligt håll, menade att den "urgermanska" befolkningen under bronsåldern, vars fynd visserligen tydligt visade släktskap med fynd från Sverige och övriga Skandinavien, egentligen inte sade någonting om befolkningens språk eller etniska tillhörighet. Tvärtom pekade studier av ortnamnen, utförda av Ralf Saxén, på att den svenska kolonisationen skulle ha inträffat mellan 1000-talet och 1200-talet. Saxéns studier väckte het debatt och bland annat Karl Bernhard Wiklund och Robert Norrby grep in till Montelius försvar för ett forntida ursprung hos den svenska bosättningen i Finland.
Alfred Hackman kom att avsluta denna fas i debatten med sin avhandling Die ältere Eisenzeit in Finnland (1905). Han lanserade teorin om finnarnas ankomst från Baltikum runt Kristi födelse. Teorin om urgermanerna som stamfäder till finlandssvenskarna kom därefter att överges, med undantag för Tor Karsten, som så sent som 1920 försökte driva ståndpunkten och kom att hålla fast vid tankarna ända fram till sin död 1942. Hackmans teorier kom senare att populariseras av Aarne Michaёl Tallgren. Julius Ailio kom dock att hävda att den svenska kolonisationen måste för föregått Birger jarls korståg mot det inre av Finland, eftersom en sådan varit omöjlig utan en bas vid kusten, och svenska bosättningen måste vara äldre än vad Hackman och Tallgren tänkte sig.
Ett nytt skede inträdde på 1930-talet med Nils Cleve och Eirik Hornborg, som i någon mån formulerade en mer nyanserad bild. De menade att Åland haft en kontinuerlig svenskspråkig befolkning åtminstone sedan folkvandringstid, men att den svenskspråkiga fastlandsbefolkningen "åtminstone i huvudsak" hade uppstått i samband med de svenska korstågen. Birger Nerman försökte under 1930- och 1940-talet föra fram tanken om en svensk forntida kulturexpansion i öster, främst stödjande sig på de isländska sagorna. Han blev redan i sin samtid kritiserad av andra forskare, bland annat av Sune Lindqvist.
Curt Weibull ifrågasatte i en artikel 1940 teorierna om invandringen till Finland. Han menade att den finländska befolkningen varit tämligen statisk, och att de kulturinfluenser man kunde spåra främst berodde på inflytande utifrån, inte förändringar i befolkningen. Gunvor Kerkkonen framförde 1945 i en avhandling uppfattningen att den svenskspråkiga befolkningen i Nyland anlänt redan i slutet av vikingatiden. Hon menade även att flyttningsrörelsen skulle ha rört sig över Mellansverige så att upplänningarna gav sig av först medan folk från Norrland och Dalarna kom att höra till de sista inflyttarna. Kerkkonens uppfattning blev dock aldrig allmänt accepterad.
Carl Axel Nordman, som senare kom att behandla frågan, menade att de skandinaviska inflytandet i Finland var starkast mellan 500 och 700 e.Kr, och att det därefter avtog drastiskt. Nils Cleve kom under 1950-talet att föra fram åsikten att inte bara Ålands utan också Åbolands och Västra Nylands svenska bosättning var av förkristen karaktär. Olav Ahlbäck framförde 1954 i Den finlandssvenska bosättningen ålder och uppkomst uppfattningen att finländskan under särskilt romersk järnålder upplevt en stark påverkan från germanska språk. De svenska ortnamnen i Finland härrörde dock alla från kristen tid.
Carl Fredrik Meinanders och Jouko Vahtolas forskning har dominerat uppfattningen under senare tid. Vahtola studerade Finländska ortnamn och påträffade närmare 500 ortnamn i Egentliga Finland och övriga västra Finland. Ortnamnen förekommer endast i finländsk form, och antas av Vahtola ha tillkommit under romersk järnålder, före en finländsk expansion inom området. Den svenska kolonisationen verkar dock huvudsakligen härröra från tidig medeltid, främst perioden 1150–1300, möjligen fram till 1350.
Några arkeologer har påstått att man kan visa en obruten bosättning åtminstone sedan järnåldern i Österbotten (bland annat Pörnullbacken i Vörå) och Åland.
På arkeologiska grunder kan man naturligtvis inte säga om järnåldersfolket i Österbotten talade svenska, finska eller samiska, men om bosättning har varit obruten på en plats, där det på 1500-talet bevisligen talades svenska, är det ett indicium. Fynden uppvisar influenser både västerifrån och österifrån. Dokumenterat finns att allmoge från Sverige flyttade till Finland i större antal från 1200- och 1300-talet.

### Språket som stridsfråga
Andelen svenskspråkiga i Finland har minskat stadigt sedan 1700-talet, då nästan 20 procent av befolkningen kan ha haft svenska som modersmål (men det sena 1700-talets statistik räknade bort finskspråkiga Karelen/Kexholms län och östra Nyland, som avträtts till Ryssland 1743, och räknade de mest finskspråkiga nordliga delarna av dagens Finland till Norrland). Sedan Storfurstendömet Finland bildats och Karelen återanslutits 1812 beräknades andelen svenskspråkiga till 15 procent.
Under 1800-talet skedde ett nationellt uppvaknande i Finland i nationalromantikens tecken. Det stöddes av den ryska centralmakten av pragmatiska skäl, som en säkerhetspolitisk åtgärd för att motverka inflytande från Sverige, och fick ny kraft av den våg av nationalism som svepte över Europa under den senare hälften av 1800-talet. Som en del av detta, och under inflytande av den tyska nationalromantikens idé om nationalspråket, uppstod en kraftig rörelse för att upphöja finskan till ett språk användbart i högre utbildning, forskning och statsförvaltning. Tanken att staten skulle administreras på ett språk som var helt främmande för nära 90 procent av befolkningen blev otidsenlig. Många inflytelserika svenskspråkiga familjer lärde sig finska, förfinskade sina namn, och bytte – med en icke föraktlig ansträngning – sitt dagliga språk till finska. Somliga såg det som ödesbestämt att svenskan i Finland så småningom skulle dö ut.
De svensksinnade å sin sida befarade att ett språkbyte skulle kunna försvaga Finlands historiska band med västligt samhällsskick och västlig kristendom, vilket kunde användas av den aggressiva ryska nationalismen för att så småningom förryska landet. Ett slagord i svensksinnade kretsar ljöd: "Svenska i dag - finska i morgon - ryska i övermorgon". På grund av dessa farhågor såg de svensksinnade försvaret av svenskan som sin fosterländska plikt; deras motiv och tankegångar var inte separatistiska utan avsåg landet som en helhet. De hade redan tidigt uppfattat att tanken om att bibehålla svenskan som landets enda officiella språk var orealistisk och koncentrerade sig därför på att slå vakt om en maximal officiell tvåspråkighet.
Den finsksinnade delen av eliten å sin sida, ledda av Johan Vilhelm Snellman, ansåg att tanken om en officiellt enspråkig nationalstat där svenskan endast skulle erkännas som ett regionalt minoritetsspråk var den bästa strategin för att förstärka den finländska nationens inre sammanhållning och göra den mera motståndskraftig mot det ryska trycket. Dessa tankegångar bottnade i den hegelianska filosofin som förmedlats till de finländska akademiska kretsarna av just J.V. Snellman.
Att språkfrågan ursprungligen inte uppfattades som en etnisk utan i första hand en ideologisk och en filosofisk fråga om vilken språkpolitik som bäst skulle kunna trygga den finländska nationens fortbestånd och fortsatta utveckling förklarar varför så många svenskspråkiga medlemmar av det akademiskt utbildade samhällsskiktet blev finsksinnade och även officiellt bytte språkgruppstillhörighet: språkbytet var ideologiskt och filosofiskt motiverat. Om ens tankar rörde sig innanför det hegelianska paradigmet, var det en nästan nödvändig konsekvens att man blev finsksinnad. De patriotiska motiven var i grunden desamma som i det svensksinnade lägret, men de praktiska slutsatserna när det gällde språkpolitiken var diametralt motsatta. Finska språkstriden kom att periodvis ända fram till andra världskriget rasa bittert, främst inom den finländska eliten.
Huvuddelen av befolkningen – både den svensk- och finskspråkiga – bestod av allmoge, fiskare och arbetare. Allmogen levde vid denna tid främst i enspråkiga områden, medan den svenska och finska arbetarbefolkningen levde sida vid sida, till exempel i Helsingfors (något som bland annat lever kvar i också den finska Helsingforsslangen "stadin slangi", med starka inslag av svenska ord). Helsingfors var även en huvudsakligen helt svenskspråkig stad fram till 1800-talets senare hälft.

### Modernisering och flyttningsrörelser
I och med urbaniseringen och industrialiseringen från slutet av 1800-talet började språkgrupperna blandas, åtminstone i städerna. Till en början utgjordes en stor del av arbetarna av svenskspråkiga, som flyttat in från landsbygden vid kusten – från Svenskfinland. Helsingforsområdet upplevde sedan en stor inflyttning av arbetare och statstjänstemän från hela Finland, som resulterade i att det tidigare svenskdominerade Nyland klövs itu. En mindre flyttningsvåg gick åt det andra hållet, och små svenska så kallade språköar uppstod i industristäder som Tammerfors, Uleåborg och Kotka.
Enligt Statistikcentralen i Finland utgjorde de svenskspråkiga 12,89% av en befolkning på totalt 2,6 miljoner år 1900. 1950 hade andelen sjunkit till 8,64 procent av totalt 4 miljoner personer, och 1990 hade andelen sjunkit till 5,94 procent av totalt 5 miljoner. Den kraftiga minskningen har sedan dess bytts mot en långsam minskning på 0,03 – 0,02 procentenheter per år.
En stor orsak till minskningen av Finlands svenskspråkiga befolkning under den andra halvan av 1900-talet, är att så många finlandssvenskar utvandrade till Sverige under efterkrigstiden. Man brukar uppskatta att så mycket som 30–50 procent av alla finländare som då kom till Sverige var finlandssvenskar. Det går dock inte att få fram en säker statistik, då svenska myndigheter till skillnad från de finska inte registrerar språktillhörighet. Men delvis är minskningen statistisk och beror på att den finskspråkiga folkgruppen vuxit något snabbare än den svenskspråkiga.

### Finlandssvenskar i Finlands militär
Finlandssvenskar har haft en betydande roll i Finlands militär.
Jägarrörelsen, vars mål var att frigöra Finland från Kejsardömet Ryssland, bestod av en majoritetsandel finlandssvenskar på grund av att kunniga i svenska hade mindre tröskel att resa till Tyskland för att utbildas.
I inbördeskriget 1918 deltog finlandssvenskar främst på den vita sidan, och i betydligt mindre utsträckning på den röda sidan. De vita leddes av Gustaf Mannerheim, senare marskalk av Finland. Den vita skyddskåren, som grundades inför inbördeskriget, hade svenskspråkiga distrikt Nylands södra, Raseborgs och Vasa samt tvåspråkiga distrikt Helsingfors och Åbolands. Bland finlandssvenskarna på den röda sidan kom bl.a. Eyolf Mattsson, och Edvard Gylling att senare få prominenta poster i Sovjetryssland. Under kriget dödades (minst) 1116 svenskspråkiga på den röda sidan och 683 på den vita sidan.
Under vinterkriget (1939–1940) och fortsättningskriget (1941–1944) och Lapplandskriget (1944–1945) deltog finlandssvenskar bland officerskåren och manskapet. Betydande ledare förutöver Mannerheim som överbefälhavare var Erik Heinrichs (general av infanteriet, rådgivare till Mannerheim), Lennart Oesch (befälhavare på Karelska näset sommaren 1944), Harald Öhqvist (kommendör på Karelska näset under vinterkriget) och Hugo Österman (högste befälhavare på Karelska näset under vinterkriget).
Några infanteriregimente var svenskspråkiga:
- i vinterkriget 1939–1940 IR 9 (ursprungligen IR 22) och IR 10 på Karelska näset, och
- i fortsättningskriget 1941–1944 IR 13, IR 24, IR 55 och IR 61, vilka verkade på Hangöfronten 1941 (IR 13 och IR 55), på Karelska näset 1941–1944 (IR 24, IR 13 och IR 61) samt på Svir-fronten (IR 61).

Efter vinterkriget fick IR 9 och IR 10 motta språkpolitiskt laddade beskyllningar för att inte ha avvärjt fienden vid genombrottet av Mannerheim-linjen på Summa-Lähde avsnittet i februari 1940 (se slaget vid Summa). Nutida forskning har dock klart påvisat att Röda arméns kraftsamling på detta ställe skulle ha genombrutit vilka som helst försvarslinjer oberoende av försvararnas språk.
I vinterkrigets fredsslut den 13 mars 1940 utarrenderades Hangö med omgivning till Sovjetunionen för 30 års tid, varvid över 8 000 invånare (övervägande svenskspråkiga) blev hemlösa och tvångsevakuerades.
Vid slaget vid Tienhaara väster om Viborg vid midsommaren 1944 stod svenskspråkiga IR 61 i en nyckelroll för fortsättningskrigets slutresultat, då regementet här avvärjde Röda arméns anfall och stod för krigets första sk. "avvärjningsseger".
Fortsättningskrigets slutresultat påverkade finlandssvenskar på flera områden. Det fanns en liten finlandssvensk minoritet i de förlorade områdena i Karelen. I Viborgs län var 4541 svenskspråkiga av 74495 finländare år 1939. Enligt vapenstilleståndsfördraget 1944 arrenderades Porkalaområdet åt Sovjetunionen, varpå befolkningen med svenskspråkig majoritet tvångsförflyttades. Områdets utarrenderades för 50 år, men återlämnades redan januari 1956 i ett betydligt sämre skick.
Under 1941–1945 utnämndes 191 personer till Mannerheimriddare av vilka 25 hade svenskspråkig bakgrund. Andelen var något högre (13 %) än de svenskspråkigas andel av hela befolkningen (10 %).
I dagens Finland utför majoriteten av finlandssvenskar sin militärtjänst vid Nylands Brigad – det enda truppförbandet i Finland där utbildningen ges på svenska. Gustav Hägglund var kommendör för Finlands försvarsmakt åren 1994–2001.

### Tilltagande tvåspråkighet

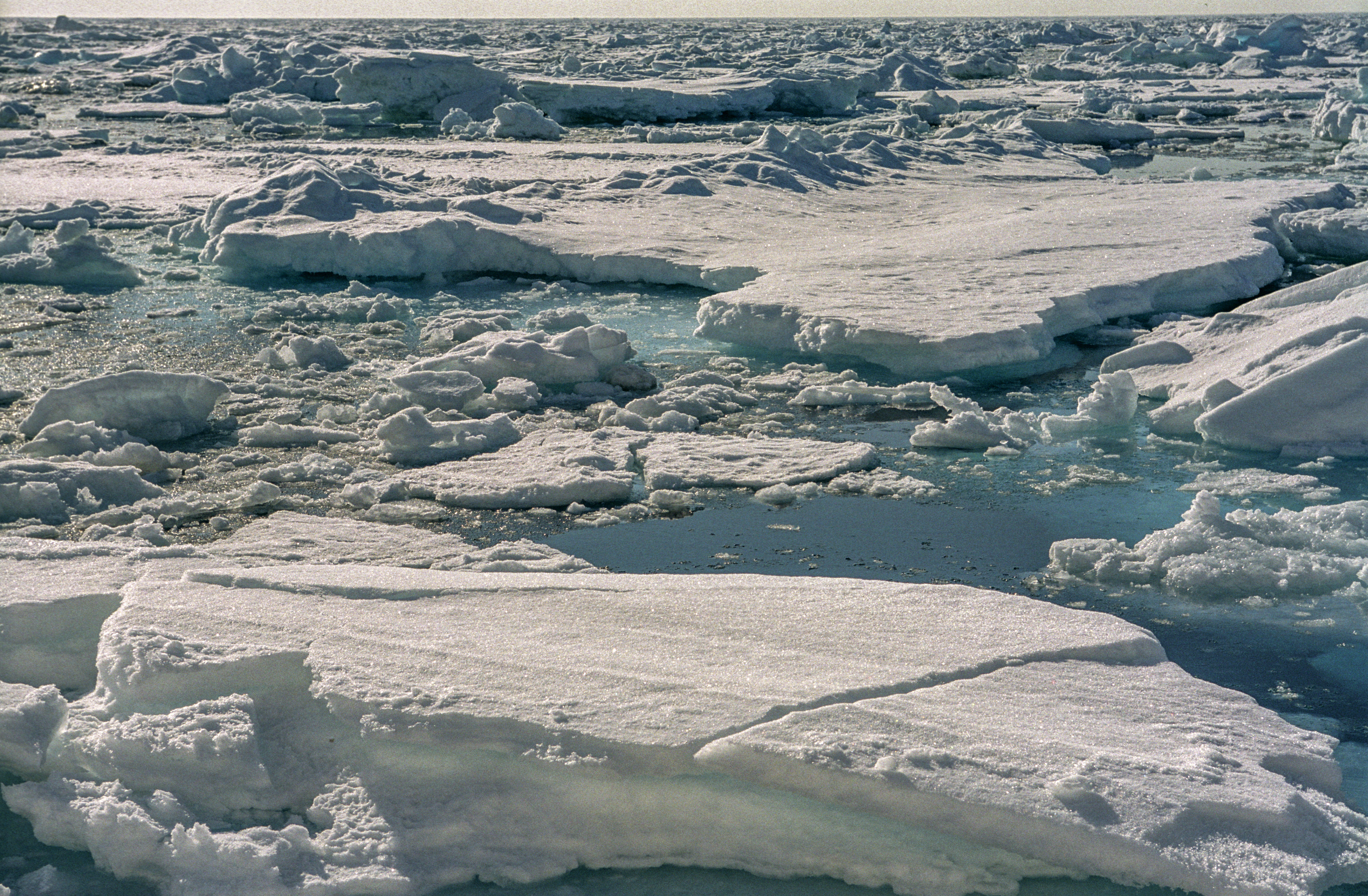
Finlandssvenskarnas tilltagande tvåspråkighet beskrivs ofta som ett krympande isflak som istället omges av en ökande mängd issörja.

Under större delen av 1900-talet resulterade äktenskap över språkgränsen ofta i att barnen folkbokfördes som finskspråkiga, och ibland i att svenskkunskaperna försvann – familjer förfinskades. Under de senaste årtiondena har trenden vänt: många tvåspråkiga familjer väljer numer att registrera sina barn som svenskspråkiga. Framförallt sätter de flesta tvåspråkiga familjer sina barn i svenska skolor för att garantera att deras svenska blir tillräckligt stark i ett samhälle där finskan de facto är det dominerande språket. Antalet elever i de svenska skolorna uppskattas vara cirka 10 procent högre än det registrerade antalet svenska barn. Ett viktigt motiv är språkkrav i yrkeslivet. Ett annat motiv är att det kan vara lättare att bli antagen till en svenskspråkig utbildning, eller inom en kvot för svenskkunniga i tvåspråkiga utbildningar, än om man endast är hänvisad till finskspråkiga linjer (då det är lättare att bli antagen till finsk utbildning skadar däremot inte kunskaperna i svenska). Utöver det så innebär att lära sig flytande svenska även nycklar till arbetsmarknaden i övriga Norden och då framförallt i Sverige.
Befolkningsstatistiken ger inte utrymme för tvåspråkighet. En majoritet av alla som faktiskt är tvåspråkiga är bokförda som finskspråkiga. Om alla tvåspråkiga bokfördes som svenskspråkiga, skulle det officiella antalet svenskspråkiga stiga med flera procent. Finlandssvenskarnas tilltagande tvåspråkighet har beskrivits som ett krympande isflak som istället omges av en ökande mängd issörja. En illustration av detta är att då den summerade fruktsamheten 2017 för kvinnor i Finland låg på 1,49 barn per kvinna och för finlandssvenskar på 1,61, blev motsvarande räknat som antalet svenskregistrerade barn per finlandssvensk kvinna 2,1, tack vare att fler tvåspråkiga barn registreras som svenskspråkiga. I huvudstadsregionen har endast en tredjedel av svenskregistrerade barn två svenskspråkiga föräldrar.

## Begrepp och identitet
Orden svensk och finsk syftar i Finland oftare på språkgruppstillhörighet än medborgarskap, vilket kan leda till missförstånd i kontakt med rikssvenskar. Orden finländare och finlandssvensk togs i bruk först på 1910-talet. Ännu vid sekelskiftet kunde man kalla sig finne, vare sig man var finsk- eller svenskspråkig, men de svenskspråkiga kunde också kalla sig svenskar, kort och gott, med betoning på språktillhörigheten.
Vissa andra betraktar beteckningarna finlandssvensk och Svenskfinland som ett politiskt ställningstagande för en särpräglad kulturell identitet och föredrar därför den neutrala beteckningen svenskspråkig finländare. Mikael Reuter, byråchef för Svenska språkbyrån i Finland, avråder dock från den beteckningen och rekommenderar att finlandssvensk används helt neutralt i betydelsen svenskspråkig finländare. Detta också om svenskspråkiga personer som levde och verkade i Finland innan termerna finlandssvensk och finländare togs i bruk.

## Svenskfinland

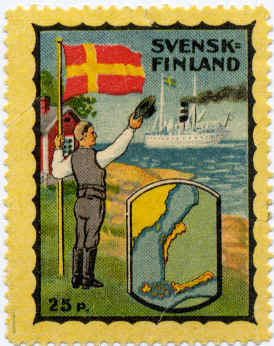
Brevmärke från 1922 som symboliserar nära kontakter mellan Svenskfinland och Sverige. Utgavs av Svenska folkpartiet i Finland. Den inofficiella finlandssvenska flaggan används främst inom vissa organisationer.

Situationen vid årsskiftet 2023/2024
| Landsdel              | Antal svenskregistrerade personer | Procentandel av landskapets befolkning |
| --------------------- | --------------------------------- | -------------------------------------- |
| Hela Finland          | 286 030                           | 5,1 %                                  |
| Nyland                | 128 920                           | 7,3 %                                  |
| Österbotten           | 88 629                            | 49,9 %                                 |
| Egentliga Finland     | 27 498                            | 5,6 %                                  |
| Åland                 | 26 097                            | 85,4 %                                 |
| Mellersta Österbotten | 5 984                             | 8,8 %                                  |
| Alla andra landskap   | 8 902                             | 0,3 %                                  |

Under senare år har den finlandssvenska befolkningen varit förhållandevis stabil och ökat marginellt i antal och minskat marginellt som befolkningsandel. Tidigare var befolkningsutvecklingen klart svagare. Sedan 1880 (då en folkräkning gav antalet 294000) har antalet svenskspråkiga minskat med cirka 3 000 personer (2011). Procentuellt har minskningen varit mer dramatisk: År 1880 var 14 procent av Finlands befolkning svenskspråkig, år 2006 var siffran drygt 5 procent.
Svenskfinland delas traditionellt in i fyra regioner – Nyland, Åboland, Åland och Österbotten, eller landskapen Nyland, Egentliga Finland, Åland, Mellersta Österbotten och Österbotten. Dessa fem landskap har bara drygt 40 % av Finlands totala befolkning, men mer än 97 % av den finlandssvenska befolkningen. Medan det vid 1900-talets början var tveksamt huruvida ålänningarna skulle kallas "finlandssvenskar" eller "expatrierade sverigesvenskar", ses de idag som en del av den finlandssvenska befolkningsgruppen, medan ålänningarna själva främst ser sig som etniskt svenska ålänningar. 
I vissa avseenden står den finlandssvenska kulturen närmare den rikssvenska än den finska. Till dessa hör traditionen att fira Lucia, resa midsommarstång (främst på Åland), sjunga snapsvisor och så vidare. Finlandssvenskar blir givetvis mer kunniga och medvetna om Sverige då de har lättare att anamma kultur från Sverige: tv-program, filmer, musik, veckotidningar, serietidningar, romaner och så vidare. Generellt kan man nog säga att finlandssvenskar på Åland och i Österbotten värdesätter kontakten med rikssvenska kulturyttringar högre än de i Nyland, som har närmare till huvudstadsområdets kultur- och samhällsliv (finska och finlandssvenska). Men det finns också en gemensam finlandssvensk kultur- och traditionsbas, dock med vissa regionala skillnader (I Österbotten och Nyland firar man Svenska dagen, men inte på Åland). När finlandssvenska skolor även i högre grad än finska uppmärksammar rikssvenska och nordiska författare och de historiska banden till Sverige bidrar man till den lilla kulturskillnad som finns mellan Svenskfinland och resten av Finland, där skolans litteratur- och historieundervisning enligt läroplanen ska koncentrera sig på Finlands självständiga historia och finländsk litteratur.
Officiellt kan Svenskfinland sägas vara förhållandevis starkt representerat av flera rikstäckande organisationer: förutom Svenska folkpartiet av Svenska folkskolans vänner, grundat 1882, som arbetar för skolan, Svenska folktinget, grundat 1919, som arbetar politiskt, och nytillskottet Finlandssvensk samling, grundat 2001, som tidvis visat en mer radikal framtoning (se Ida Asplund). Dessutom finns finlandssvenska fonder och stiftelser, främst Svenska Litteratursällskapet i Finland (1885) och Svenska Kulturfonden (1908), som byggt upp ett avsevärt kapital och finansierar och stödjer finlandssvensk kultur. Det finns också finlandssvenska informations- och kulturcentra i landet kallade Luckan som arbetar över språkgränserna med att lyfta fram finlandssvenska intressen och belysa det svenska språket och kulturen.